# Sœurs de Notre-Dame de la Miséricorde
Les Sœurs de Notre-Dame de la Miséricorde (en polonais : Zgromadzenie Sióstr Matki Bożej Miłosierdzia, en latin : Institutum Sororum B. M. V. a Misericordia) sont une congrégation religieuse féminine de droit pontifical.

## Histoire
Le 10 novembre 1861, Ève Potocka (pl) (1814-1881) ainsi que deux autres femmes se rendent chez les Sœurs de Notre-Dame de la Miséricorde, fondées à Laval en 1821 par Thérèse Rondeau (1793-1866), pour se familiariser avec les méthodes de travail des religieuses afin de mettre en place une œuvre similaire en Pologne. Après avoir maîtrisé l'esprit, les coutumes et les règles de la Miséricorde de Laval, les trois Polonaises adoptent l'habit religieux et un nom religieux puis retournent en Pologne.
Ève Potocka, devenue Mère Thérèse, fonde la congrégation le 1er novembre 1862 à Varsovie avec le soutien de Zygmunt Szczęsny Feliński , archevêque de Varsovie. La congrégation reçoit du pape Léon XIII le décret de louange le 7 septembre 1878 ; le pape Pie XI déclare le 2 mai 1922 la branche polonaise autonome de la congrégation française. L'institut est définitivement approuvé par le Saint-Siège le 10 décembre 1927.  
Sainte Faustine Kowalska (1905-1938) était membre de cette congrégation.

## Activité et diffusion
L'apostolat des Sœurs de la Miséricorde est la réhabilitation et la protection des jeunes moralement en danger, foyers pour les femmes enceintes et les mères célibataires en difficulté financière ou rejetées par leur famille. 
Elles sont présentes en:
- Europe : Pologne, Biélorussie, République tchèque, Slovaquie, Ukraine, Italie.
- Asie : Kazakhstan.
- Amérique : Brésil, Cuba, États-Unis.

La maison généralice est à Varsovie.
En 2017, la congrégation comptait 384 sœurs dans 33 maisons.